# Jacques Briend
Pour les articles homonymes, voir Briend.
Jacques Briend (1932-2017) est un théologien catholique français.

## Biographie
Jacques Briend est né le 2 octobre 1932 à Brest de Paul Briend, ingénieur aéronautique, et de Madeleine Lorho.
Ordonné prêtre le 6 avril 1958, il a été professeur honoraire à l'Institut catholique de Paris (où il a enseigné l'Écriture sainte), doyen de la faculté de théologie en 1979 et ancien élève de l'École biblique et archéologique française de Jérusalem, il a été membre de la Commission biblique pontificale ; il a également été directeur de la Bibliothèque œcuménique et scientifique d'études bibliques (BOESEB), président du conseil scientifique de la revue Le Monde de la Bible et conservateur du musée Bible et Terre Sainte.
Il est l'auteur de nombreuses parutions aux éditions du Cerf et il a participé au film La Bible dévoilée (DVD aux Éditions Montparnasse en 2006).
Il meurt le 25 février 2017 dans le département des Yvelines.

## Œuvres
- Textes du Proche-Orient ancien et histoire d'Israël (textes réunis, traduits et présentés par Jacques Briend et Marie-Joseph Seux), Éditions du Cerf, coll. « Études annexes de la Bible de Jérusalem », Paris, 1977, 188 p.  (ISBN 2-204-01169-X)
- Tell Keisan : 1971-1976, une cité phénicienne en Galilée (sous la direction de Jacques Briend et Jean-Baptiste Humbert, assistés de Émile Puech), coédition Éditions universitaires (Fribourg), Vandenhœck et Ruprecht (Göttingen) et J. Gabalda (Paris), coll. « Orbis biblicus et orientalis. Series archaeologica » no 1, 1980, 36-392 p. + 142 p. de planches illustrées [pas d'ISBN]
- Dieu dans l'Écriture [texte remanié de cours donnés à l'Institut catholique de Paris en 1988-1989], Éditions du Cerf, coll. « Lectio divina », Paris, 1992, 136 p.  (ISBN 2-204-04570-5)
- Jacques Briend et Michel Quesnel, La vie quotidienne aux temps bibliques, Bayard, coll. « Questions en débat », Paris, 2001, 237-16 p.  (ISBN 2-227-31735-3)
- Terre sainte : cinquante ans d'archéologie (sous la direction de Jacques Briend, recueil de textes extr. de Bible et Terre sainte (BTS), de 1957 à 1977, puis du Monde de la Bible" (MdB), de 1978 à 2002), Bayard, coll. « Bayard compact », Paris, 2003, 2 volumes, pagination totale 2103 p. :
  - Volume 1 : Du Jourdain à la Samarie  (ISBN 2-227-47252-9)
  - Volume 2 : De la Judée au Sinaï  (ISBN 2-227-47253-7)
  - Édition complète des deux volumes sous coffret  (ISBN 2-227-47083-6)
- Jacques Briend, Annie Caubet et Patrick Pouysségur, Le Louvre et la Bible, Bayard, Paris, 2004, 255-16 p.  (ISBN 2-227-47138-7)